# Hazoua
Hazoua o Hezoua (àrab: حزوة, Ḥazwa) és una ciutat de frontera de Tunísia, situada uns 30 km a l'oest de Tozeur, a la governació homònims. A la seva rodalia es troben petits nuclis habitats com Bir Ashli, Bir El Khima, Bir Hamri, Bir Mouilech, Bir El Awabed, Bir el Kouche i Bir Sabet Abiar. Té menys de 3.000 habitants i era capçalera d'una delegació amb 3.610 habitants el 2004, amb un territori molt gran format per la part occidental del Chott el Gharsa i les terres a l'oest del Chott el Djerid, tot completament erm.

## Economia
La ramaderia i la situació de frontera són la base de la seva economia.

## Administració
Com a delegació o mutamadiyya, duu el codi geogràfic 62 55 (ISO 3166-2:TN-12) i està dividida en vuit sectors o imades:
- Hazoua (62 55 51)
- Hattem (62 55 52)
- Ain Ouled El Ggerissi (62 55 53)

Al mateix temps, des de l'11 de setembre de 2015 forma una municipalitat o baladiyya (codi geogràfic 62 16), constituïda pel decret governamental núm. 2015-1270.